# Gudöån
Gudöån eller Gudö å forbinder søerne  Drevviken og Långsjön i Stockholms län i Sverige. Åens midte udgør en del af grænsen mellem Haninge kommun og Tyresö kommun.
Gudöbroleden (Gudöbroruten), der er en del af länsväg 260, passerer på en bro over åen i nærheden af vestenden. Gudöån er del af Tyresåns søsystem.
- Udsigt  fra Gudöbroleden
- Ved Åvägens vestlige sving